# Ftiòtida
|  | Per a altres significats, vegeu «Unitat perifèrica de Ftiòtida». |

La Ftiòtida (grec antic: Φθιῶτις), dita també Acaia Ftiòtida (grec antic: Ἀχαΐα Φθιῶτις 'l'Acaia de la Ftiòtida'), era un districte del sud-est de Tessàlia, habitat pels aqueus ftiòtides, nom amb què s'acostumava a anomenar els membres de la lliga Amfictiònica. Estrabó situa el districte al sud de Tessàlia, del golf Malíac fins a Dolòpia i les muntanyes del Pindos, amb Farsàlia al nord. Es correspon amb l'actual Unitat perifèrica de Ftiòtida, per bé que aquesta es troba desplaçada cap al sud, i inclou totes dues bandes del golf Malíac, mentre que l'antiga Ftiòtida n'inclou només la costa nord.
El nom de la contrada prove de l'antiga ciutat de Ftia, molt important als poemes homèrics per tal com és la pàtria dels mirmídons i, per extensió, del mateix Aquil·les. Al seu torn, el relat mític feia venir el nom de l'heroi epònim Ftios. L'antiga Ftia no ha estat mai localitzada, i per això hom ha proposat que fos un antic nom de la ciutat de Farsàlia.
Segons que es desprèn del relat homèric, els habitants de l'Acaia Ftiòtida eren aqueus de la Ftiòtida, mentre que els altres aqueus eren els habitants del Peloponnès. Cal tenir en compte que, en Homer, el nom dels grecs és aqueus; a l'època arcaica aquest gentilici fou substituït per hel·lens ('grecs'), i aqueus passà a referir-se als grecs del nord del Peloponnès, a la regió que passà a rebre el nom d'Acaia. Sembla que els grecs originalment provenien de la Ftiòtida, d'on s'estengueren, en època micènica, pel Peloponnès, les illes i la costa occidental de l'Àsia Menor: en efecte, segons els relats mítics Hel·len, heroi epònim dels grecs, era el rei de Ftia.
La ciutat principal era Làmia. Altres ciutats del districte eren: Melitea, Larissa Cremaste, Pteleon i Halos.